# 23 Весов b
23 Весов b— экзопланета у звезды 23 Весов.
Открыта в ноябре 1999 года на орбите вокруг звезды. Планета обращается в Обитаемой зоне своей звезды, и несмотря на то, что этот газовый гигант крупнее Юпитера, наличие у него спутников не исключено, в том числе и с вероятностью зарождения жизни.
В 1999 году масса планеты была высчитана как 1,5 юпитерианских. Планета обращается на дистанции в примерно 0,82 астрономические единицы от материнской звезды, в случае проекции на Солнечную систему, планета оказалась-бы где-то между Венерой и Землёй.